# Ekaterina Georgievna Novickaja

Ekaterina Georgievna Novickaja

Ekaterina Georgievna Novickaja (in russo Екатерина Георгиевна Новицкая?; Mosca, 24 ottobre 1951) è una pianista russa.

## Biografia
Conosciuta internazionalmente come Ekaterina Novickaja, è una pianista russa dalle grandi potenzialità sin dalla sua più giovane età. Figlia del Preside del Dipartimento di Storia dell'Università Statale di Mosca, Georgij A. Novickij e di Alja Rynža, entrambi grandi appassionati di musica, l'avvieranno allo studio del pianoforte sin dall'età di quattro anni, sotto la guida di Evgenij Michajlovič Timakin. Si iscrive a sei alla Scuola Centrale di Musica di Mosca sotto la guida di Lev Nikolaevič Oborin, discepolo di Igumnov, che la prepara per l'ingresso al Conservatorio di Mosca, dove viene inizialmente immatricolata come allieva esterna. Dopo aver finalmente passato l'esame di ammissione ed essersi diplomata nel 1973, diventa assistente post-diplomata e successivamente assistente di Oborin stesso e lettrice ufficiale del Conservatorio.
La più giovane partecipante di sempre - gli organizzatori le concedettero una deroga per partecipare, dal momento che il concorso non accettava artisti di età inferiore ai 17 anni - nel 1968 vince il Concours Reine Elisabeth di Bruxelles, uno dei concorsi pianistici più prestigiosi al mondo, e diventa la prima vincitrice donna nella storia del Concorso. Nella presentazione che fece della Novickaja, Arthur Rubinstein si sbilanciò, profetizzando: "Presto tutti parleranno di lei".
Dopo la vittoria al Concorso, incide numerosi LPs per la casa discografica Melodiya.
Il 17 febbraio 1978, dopo essere entrata nei Paesi Bassi, attraverso il Belgio, per eseguire un concerto ad Amsterdam, Novickaja fa perdere le sue tracce, non rientrando più in URSS.
La sua fuga è legata all'incontro avuto dieci anni prima, proprio durante il concorso di Bruxelles, con il pianista belga François-Emmanuel Hervy, con il quale si era legata affettivamente e che sposerà successivamente.
Stabilitasi definitivamente in Belgio e ottenuta la cittadinanza, madre di cinque figli, vive attualmente a Mons.
Rarissime le sue apparizioni successive al suo trasferimento, nessuna nuova incisione.
Nel 1985 debutta a New York.
E dell'ottobre 1996 è la prima tournée russa, organizzata da Mstislav Rostropovich. Si è esibita a Mosca, presso la Sala Grande del Conservatorio di Mosca, San Pietroburgo e a Nižnij Novgorod.
Da allora, salvo alcune informazioni di carattere privato, non si hanno più notizie di suoi concerti pubblici né di attività di registrazione.

## Repertorio

### Discografia
- 1968 - Mussorgsky, Haydn, Prokofiev (ed. Melodiya)
- 1969 - Prokofiev: Visions fugitives Op.22, Sarcasms Op.17, Sonata No.5 in Do maggiore Op. 135 (ed. Melodiya)
- 1972 - Franck, Debussy, Ravel (ed. Melodiya)
- 1975 - Schubert: Impromptu op.142, Piano Sonata No. 13 D.664 (Op.posth.120) (ed. Melodiya)
- 1976 - Mozart: Sonata per pianoforte in La min No.8 KV.310, Concerto per pianoforte e orchestra in Re min No.20 KV.466 (ed. Melodiya)
- 1976 - Beethoven: 32 Variazioni in Do min, Brahms: Sonata in Fa min No.3 op.5 (ed. Melodiya)
- 1976 - Prokofiev: Romeo e Giulietta Op. 75, 10 Pezzi per piano dopo il balletto Op. 64 (ed. Melodiya)
- 1996 - Russian Piano School, Vol.20: Ekaterina Georgiyevna Ervy-Novickaâ (ed. Melodiya, brani di Prokofiev già registrati)
- s.d. - Aleksandr Nikolaevič Skrjabin: Sonata No.2, Etudes op.8, Sonata No.9, Etudes op.42, Pieces Piano op.56 e 52, Fantasia in La min (ed. Melodiya)
- s.d. - Beethoven, Sonata per piano op.111 (ed. Melodiya)

### Programmi dei concerti
Vista l'esiguità delle informazioni sul repertorio della Novickaja, forniamo qui i programmi dei pochissimi concerti che sono ufficialmente attestati:
- Brani eseguiti nella finale del Concours Reine Elisabeth di Bruxelles[8]

- Čajkovskij, Concerto N°1 in Si bem min op.23, Grand Orchestre Symphonique de la RTB, direttore Daniel Sternefeld
- Prokofiev, Sonata N°5 Do magg op.38
- Gaston Brenta Concerto n. 2, Grand Orchestre Symphonique de la RTB, direttore Daniel Sternefeld
- Brani eseguiti il 19 febbraio 1982 a Madrid[9]:

- Mozart, Concerto per Pianoforte ed Orchestra n°20 in RE minore K 466, Orchestra Nazionale di Spagna, direttore Chung Myung-whun
- Brani eseguiti il 27 marzo 1985 alla Town Hall di New York:

- Mozart, Fantasia per pianoforte K 475
- Mozart, Sonata per pianoforte n. 14 in Do minore K 457
- Chopin, 4 Ballade op.23, 38, 47, 52
- Brani eseguiti a Mosca nel 1996[10]:

- Mozart, Sonata in Mi magg KV 282
- Schubert, Sonata in La magg D. 960
- Schumann, Kinderszenen op. 15

## Premi
- Concours musical international Reine-Élisabeth-de-Belgique: 1968